# Каракаш, Николай Иванович
 Никола́й Ива́нович Карака́ш  (13 (25) июня 1862, Симферополь — 23 ноября (6 декабря) 1916, Петроград) — русский геолог и палеонтолог, один из первых исследователей меловых отложений Крыма и Кавказа. Дворянин Таврической губернии.

## Биография
Родился 13 (25) июня 1862 года в Симферополе в дворянской семье армянского происхождения. Первоначальное образование получил в Симферопольской классической гимназии, а в 4-м классе перешел в Мелитопольское реальное училище, курс которого он окончил в 1881 году.
После сдачи экзамена на аттестат зрелости в июне 1883 года, в том же году поступил на Физико-математический факультет Санкт-Петербургского университета. Окончил университет со степенью кандидата в мае 1887 года.
В сентябре того же года оставлен при университете при кафедре геологии, а в 1889 году утвержден хранителем геологического кабинета Санкт-Петербургского университета. В 1891 году получил степень магистра минералогии и геогнозии.
С 1898 г. в качестве приват-доцента читает лекции в Университете по общему курсу палеонтологии. Тот же курс лекций читал с 1904 г. по приглашению совета в Горном институте императрицы Екатерины II.
В 1904 году исследовал вместе со студентом П. А. Двойченко (в будущем известным крымским геологом)  Аянский источник под Чатыр-Дагом. Вместе с профессором А. А. Иностранцевым произвёл геологические исследования вдоль проектировавшейся железной дороги через главный Кавказский хребет, в Ставропольской губернии и по Кубани. Эти работы дали ему материал, разработанный и изданный под названием «О фауне меловых отложений в долинах рек Ассы и Камбилеевки на северном склоне Кавказских гор». Собрал богатые палеонтологические коллекции, хранящиеся в геологическом кабинете Петроградского университета.
Скоропостижно скончался в трамвае в Петрограде 23 ноября (6 декабря) 1916 года. Похоронен на Смоленском армянском кладбище.

## Семья
Жена — Надежда Ивановна Варнек (1860—ок. 1940), оперная певица (ученица Н. А. Ирецкой), детский писатель, дочь архитектора Ивана Александровича Варнека и Татьяны Фёдоровны Фроловой.
- Сын — Михаил Николаевич Каракаш (1887—1937), оперный певец и режиссёр. Был женат на солистке Мариинского театра Елизавете Ивановне Поповой (1889—1967)[1].

- Внук — Андрей Михайлович Каракаш (1913—?).

- Дочь — Нина Николаевна Каракаш (1891—?), была трижды замужем, имела троих детей[1]:

- Дмитрий Семёнович Огородников (1911, Санкт-Петербург — ?), сын Семёна Григорьевича Огородникова (1888—?).